# Эмпайр (тауншип, Миннесота)
Эмпайр (англ. Empire) — тауншип в округе Дакота, Миннесота, США. На 2000 год его население составило 1638 человек.

## География
По данным Бюро переписи населения США площадь тауншипа составляет 87,4 км², из которых 87,4 км² занимает суша, водоёмов нет.

## Демография
По данным переписи населения 2000 года здесь находились 1638 человек, 515 домохозяйств и 431 семей. Плотность населения — 18,7 чел./км².  На территории тауншипа расположено 524 постройки со средней плотностью 6,0 построек на один квадратный километр.  Расовый состав населения: 96,58 % белых, 0,18 % афроамериканцев, 0,31 % коренных американцев, 1,89 % азиатов, 0,61 % — других рас США и 0,43 % приходится на две или более других рас. Испанцы или латиноамериканцы любой расы составляли 0,92 % от популяции тауншипа.
Из 515 домохозяйств в 49,7 % воспитывались дети до 18 лет, в 73,2 % проживали супружеские пары, в 7,2 % проживали незамужние женщины и в 16,3 % домохозяйств проживали несемейные люди. 11,7 % домохозяйств состояли из одного человека, при том 3,1 % из — одиноких пожилых людей старше 65 лет. Средний размер домохозяйства — 3,17, а семьи — 3,43 человека.
33,5 % населения — младше 18 лет, 7,3 % — в возрасте от 18 до 24 лет, 34,7 % — от 25 до 44, 18,5 % — от 45 до 64, и 6,0 % — старше 65 лет.  Средний возраст — 32 года. На каждые 100 женщин приходилось 104,5 мужчин.  На каждые 100 женщин старше 18 приходилось 105,1 мужчин.
Средний годовой доход домохозяйства составлял 68 500 долларов, а средний годовой доход семьи —  68 250 долларов. Средний доход мужчин —  39 919  долларов, в то время как у женщин — 31 250. Доход на душу населения составил 21 802 доллара.  За чертой бедности находились 4,5 % семей и 6,6 % всего населения тауншипа, из которых 13,7 % младше 18 и 5,1 % старше 65 лет.